# Скиш Віталій Володимирович
Віталій Володимирович Скиш (нар. 23 серпня 1971 р., Кіровоград (нині — Кропивницький), Українська РСР, СРСР) — радянський та український футболіст, захисник.

## Біографія
Вихованець Харківського спортінтернату. В 1990-91 грав за дубль «Металіста».
Став відомим по виступам за «Чорноморець» (Одеса) в 1993-94.
В 1996 уклав 3-річний контракт з російською «Аланією», зацікавившись можливістю зіграти у Лізі чемпіонів. Однак відіграв за нову команду лише рік, так і не ставши гравцем основного складу. 1997 року повернувся в Україну.
Був спроможний зіграти на позиції атакуючого захисника або півзахисника оборони. Реалізувати себе як гравця завадили численні травми.

## Статистика
| Роки    | Команда                        | Чемп   | Кубок |
| ------- | ------------------------------ | ------ | ----- |
| 1989    | Металіст (Харків) дубль        | 18 (0) | -     |
| 1990    | Металіст (Харків) дубль        | 1 (0)  | -     |
| 1991    | Металіст (Харків) дубль        | ? (2)  | -     |
|         | Авангард (Рівне)               | 7 (0)  | -     |
| 1992    | Зірка (Кіровоград)             | 16 (6) | -     |
| 1992-93 | Зірка (Кіровоград)             | 16 (3) | 2 (2) |
|         | Чорноморець (Одеса)            | 12 (2) | -     |
| 1993-94 | Чорноморець (Одеса)            | 10 (0) | 3 (0) |
| 1994-95 | Чорноморець (Одеса)            | 5 (0)  | 1 (0) |
|         | СК Одеса                       | 11 (2) | -     |
| 1995-96 | Прикарпаття (Івано-Франківськ) | 13 (0) | -     |
|         | Чорноморець (Одеса)            | 9 (1)  | 1 (0) |
| 1996    | Спартак-Аланія (Владикавказ)   | 6 (0)  | -     |
| 1997    | -                              | -      | -     |
| 1997-98 | Зірка (Кіровоград)             | 23 (4) | 2 (1) |
| 1998-99 | Металіст (Харків)              | 10 (0) | 4 (0) |
|         | Металіст-2 (Харків)            | 6 (1)  | -     |
|         | Зірка (Кіровоград)             | 6 (2)  | 1 (0) |
|         | Зірка-2 (Кіровоград)           | 1 (0)  |       |
| 1999-00 | Металург (Запоріжжя)           | 14 (2) | -     |
|         | Металург-2 (Запоріжжя)         | 1 (0)  | -     |
| 2000-01 | Металург (Запоріжжя)           | 12 (2) | -     |
|         | Металург-2 (Запоріжжя)         | 2 (2)  | -     |
|         | СДЮШОР Металург (Запоріжжя)    | 1 (1)  | -     |
| 2001-02 | Металург-2 (Запоріжжя)         | 9 (0)  | -     |
|         | Прикарпаття (Івано-Франківськ) | 10 (0) | -     |
| 2002-03 | Електрометалург-НЗФ (Нікополь) | 13 (1) | -     |